# Campo magnético interplanetario

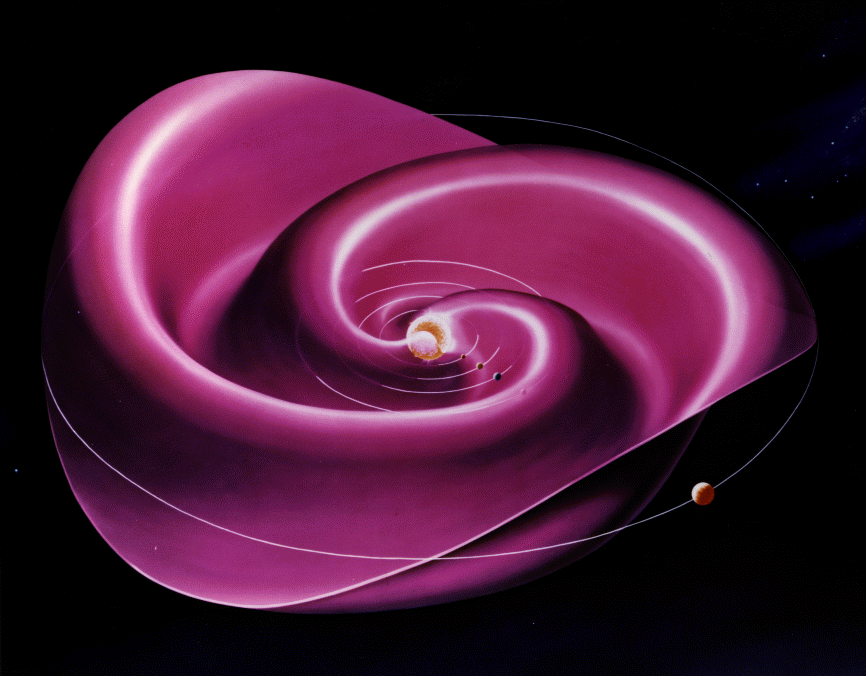
La heliosfera es una forma tridimensional de una espiral de Parker que resulta de la influencia del campo magnético rotacional del sol en el plasma del medio interplanetario.

El campo magnético interplanetario es el término que define el campo magnético solar transportado por el viento solar entre los planetas del sistema solar.
Como el viento solar es un plasma, presenta las características magnetohidrodinámicas del plasma, y no tanto las de un simple gas. Por ejemplo, es un buen conductor eléctrico, por lo que las líneas del campo magnético del Sol se transportan con el viento. La presión dinámica del viento domina sobre la presión magnética a través de la mayor parte del sistema solar (o heliosfera), de forma que el campo magnético es empujado en una espiral de Arquímedes (espiral de Parker) por la combinación del movimiento afuera con la rotación solar. Dependiendo del hemisferio terrestre y de la fase del ciclo solar, la espiral del campo magnético será ninguno adentro o afuera; el campo magnético sigue la misma forma de espiral las partes norte y sur de la heliosfera, pero con direcciones opuestas del campo. Estos dos dominios magnéticos están separados por dos láminas de corriente (una corriente eléctrica confinada en un plano curvado). Esta lámina de corriente heliosférica tiene una forma similar a la de la falda de una bailarina, y cambia su forma dependiendo del ciclo solar, puesto que el campo magnético solar se invierte cada 11 años.

## Campo magnético de la Tierra

Video de simulación del campo magnético de la Tierra interactuando con el campo magnético interplanetario solar.

El plasma del medio interplanetario es también responsable de la fuerza del campo magnético solar en la órbita de la Tierra por sobre 100 veces más de lo que originalmente se pensó. Si el espacio estuviera vacío, entonces el campo magnético dipolar del sol de 10-4teslas se reduciría con el cubo de la distancia hasta 10-11 teslas, pero observaciones hechas por satélite muestran que es unas 100 veces más grande, alrededor de 10-9 teslas. La teoría magnetohidrodinámica predice que el movimiento de un fluido conductor (como el medio interplanetario) en un campo magnético induce a corrientes eléctricas que a la vez generan campos magnéticos, y en este aspecto se comporta como una dinamo magnetohidrodinámica.